# Polizeiruf 110: Heimkehr in den Tod
Heimkehr in den Tod ist ein deutscher Kriminalfilm von Karola Hattop aus dem Jahr 2005. Es ist die 265. Folge innerhalb der Filmreihe Polizeiruf 110 und der 27. Fall für Schmücke und Schneider.

## Handlung
Christina Wengler flüchtet mit ihrer siebenjährigen Tochter vor ihrem gewalttätigen Ehemann von München nach Halle, woher sie stammt. Das Kind bringt sie für die erste Nacht bei ihrer Freundin Katrin Sander unter, doch am nächsten Morgen wird Christina Wengler tot aufgefunden. Obwohl sie aus dem siebten Stock eines Hauses gestürzt ist, entdeckt der Rechtsmediziner einen gezielten Schlag auf den Hinterkopf, sodass es kein Selbstmord gewesen sein kann. Im Auto wird eine Pistole und die Visitenkarte der halleschen Spedition Langgut gefunden. Dort erfahren die Kommissare, das Lutz Langgut ein alter Schulfreund ist, so wie auch Katrin Sander und ihr Freund Rolf Gehrke, die sich derzeit um Christinas Tochter Charlotte kümmern. Sie alle wollten Christina helfen, in Halle neu Fuß zu fassen und sich aus ihrer Ehe zu befreien.
Da Peter Wengler in München informiert wird, erscheint er umgehend, um seine Tochter abzuholen. Er gibt an, seine Frau geliebt zu haben, und geht erst einmal nicht auf die vom Rechtsmediziner festgestellten Misshandlungen seiner Ehefrau ein. Allerdings bestätigt ein Fax aus München eine Anzeige wegen Körperverletzung von Christina Wengler gegen ihren Mann. Daher gerät er unter Verdacht, seine Frau umgebracht zu haben. Nach Schmückes Recherche hatte sie auch noch einiges Geld in Aktien angelegt, um es für sich beiseite zu schaffen.
Schneider findet heraus, dass Rolf Gehrke, der die Wohnung für Christina Wengler angemietet hat, vorbestraft ist, und vor acht Jahren mit Christina zusammen war. Kurz nach einer Unterhaltung mit dem Mann, der zurzeit als Taxifahrer arbeitet, erlebt Schneider, wie Gehrke auf einen Mann losgeht, der ihn offensichtlich beobachtet hat. Er findet heraus, dass es sich dabei um Hannes Reitberger handelt, der als Privatdetektiv arbeitet und im Auftrag von Peter Wengler dessen Ehefrau und ihr Umfeld überwacht hat. Bei ihrem Umzug nach Halle hatte Christina 200.000 Euro und wertvolle Möbel mitgenommen, die Wengler wiederhaben wollte. Dies alles belastet Peter Wengler immer mehr, doch kann Schmücke keinen Beweis dafür finden, dass er in der Wohnung war, aus der seine Frau in die Tiefe gestürzt war. Dagegen verdichten sich Indizien gegen Rolf Gehrke, der nach seinen Angaben der biologische Vater von Charlotte ist und der Christinas Möbel versteckt hat. Allerdings wusste Gehrke nichts von dem Bargeld; er knöpft sich sogleich Lutz Langgut vor und holt sich das Geld mit Gewalt, welches sein Freund heimlich für sich behalten wollte. Er bezichtigt ihn auch, des Geldes wegen Christina umgebracht zu haben, doch dafür war nicht er, sondern seine Freundin Katrin Sander verantwortlich. Sie hatte herausgefunden, dass Gehrke sie mit Christina betrogen hatte und diese nun in Halle auch wieder mit ihm zusammenleben wollte. Vor Wut darüber hatte sie zu einem Hammer gegriffen und zugeschlagen.

## Hintergrund
Heimkehr in den Tod wurde am 1. Mai 2005 im Ersten zur Hauptsendezeit erstmals ausgestrahlt.

## Rezeption

### Einschaltquoten
Die Erstausstrahlung von Heimkehr in den Tod am 1. Mai 2005 wurde in Deutschland von 7,03 Millionen Zuschauern gesehen und erreichte einen Marktanteil von 22,8 Prozent für Das Erste. Bei der werberelevanten Zielgruppe der 14- bis 49-Jährigen ergibt sich ein Anteil von 2,2 Millionen Zuschauer und damit 17,3 Prozent.

### Kritik
Die Kritiker der Fernsehzeitschrift TV Spielfilm vergaben eine mittlere Wertung (Daumen zur Seite) und schrieben, „trotz toller Leistung von Groth will keine rechte Spannung aufkommen“. Das Fazit lautete, der Fall „verzettelt sich in zu vielen Geschichten“.